# James Hilton (karaté)
Pour les articles homonymes, voir Hilton et James Hilton.
James Hilton est un karatéka français né en 1950 à Cayenne en Guyane. Il est ceinture noire 6e Dan au club de Colmar (kccc68).

## Biographie
James Hilton a commencé le karaté par le style shōtōkan-ryū pendant six ans.
Arrivé en métropole en 1972, il s'affilie à la Fédération française de karaté et crée un club de Kyokushinkai dans la ville de Colmar.
Il obtient son 1er Dan en 1975 à Lyon, ainsi que son diplôme de professeur de karaté.
Depuis 1979, il est juge technique du Haut-Rhin, également responsable technique Kyokushinkai pour l'Est de la France.
Il passe et obtient le brevet d'État de karaté en 1984 et, dans la foulée en 1985, le brevet d'État d'éducateur physique et sportif 1er degré.
Il s'engage dans sa discipline en devenant responsable commission de karaté contact.  
Sur la demande de son ami de longue date Dominique_Valera expert fédéral 9e Dan de Karaté et de Full Contact, il crée une section de Karaté Contact dans l’Est de la France.

## Parcours sportif
| Type                        | Année     | Classement                                       |
| --------------------------- | --------- | ------------------------------------------------ |
| Championnat d'Alsace        | 1981-1982 | 2e en équipe, 3e en individuel                   |
| Championnat du Haut-Rhin    | 1981-1982 | 2e en Open, 3e en individuel                     |
| Championnat de France       | 1982-1983 | 1er en individuel, champion de France corporatif |
| Championnat d'Alsace        | 1982-1983 | 1er en individuel                                |
| Championnat du Haut-Rhin    | 1982-1983 | 1er en individuel, 2e en équipe                  |
| Coupe de ligue              | 1984-1985 | 1er en équipe, 1er en individuel                 |
| Coupe de ligue              | 1986-1987 | 1er en individuel, 1er en Open                   |
| Championnat d'Alsace        | 1986-1987 | 1er en individuel, 1er en équipe                 |
| Championnat Antilles-Guyane | 1993-1994 | 1er en équipe                                    |

## Implication associative
Au cours de sa carrière, il a fondé de nombreux clubs :
- MJC de Colmar (1972);
- GYM Karaté de Colmar (1972);
- Gym Karaté Niederhergheim (1987);
- Art Martiaux de Colmar section Karaté (2000);
- Art Martiaux Niederentzen (2002);
- Karaté Club du RIED (2005);
- Karaté club Contact Colmar (2005).

Il est également responsable technique des clubs de karaté de Soultzmatt, Wintzenheim et Ingersheim.